# Gălești, Mureș
Gălești là một xã thuộc hạt Mureș, România. Dân số thời điểm năm 2002 là 2940 người.